# René Leclercq
Pour les articles homonymes, voir Leclercq.
René Charles Edmond Henri Fulgence Leclercq, né le 25 janvier 1890 à Mons et décédé à Mons le 18 février 1964 fut un homme politique belge libéral.
Leclercq fut avocat.
Il fut élu sénateur provincial de la province de Hainaut (1947-1949), en suppléance de Clovis Piérard, démissionnaire.